# Azoxyverbinding

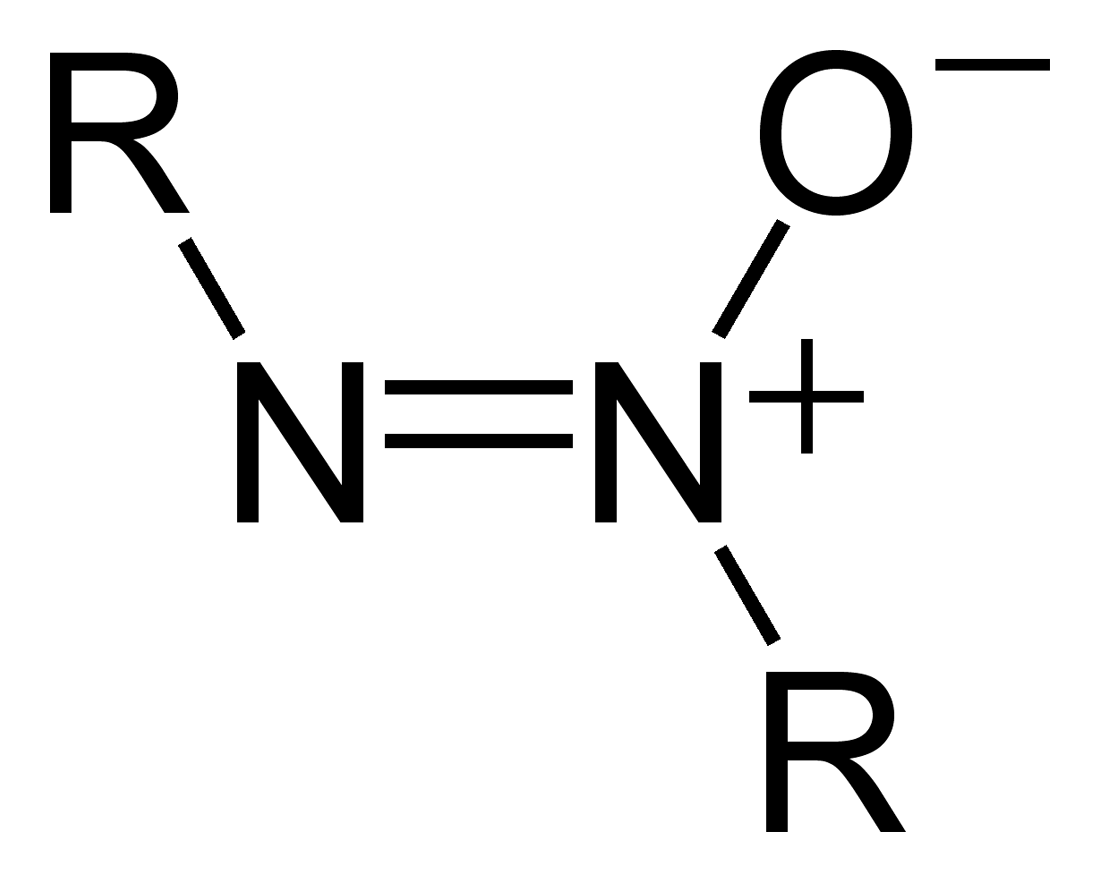
Algemene structuurformule van een azoxyverbinding.

Een azoxyverbinding is een stofklasse in de organische chemie, die kan beschouwd worden als de geoxideerde vorm van een azoverbinding. Azoxyverbindingen bezitten formele ladingen en zijn 1,3-dipolen. Ze kunnen bijgevolg ingezet worden bij 1,3-dipolaire cycloaddities.